# Veromenia
Veromenia is een geslacht van wormmollusken uit de  familie van de Acanthomeniidae.

## Soort
- Veromenia singula Gil-Mansilla, García-Álvarez & Urgorri, 2008